# LΦVEST
『LΦVEST』（ラヴェスト）とは、音楽ユニットSCREEN modeの2ndシングル。2014年7月23日にランティスから発売された。

## 収録曲
- 全作詞:勇-YOU-　作曲・編曲:雅友

1. LΦVEST [3:46]
UHFアニメ『LOVE STAGE!!』オープニングテーマ。
2. and Again [4:07]
3. ワナガナCHANGE! [3:17]